# Mateo Tanaquin
Mateo Tanaquin (ur. 11 września 1927) – filipiński zapaśnik walczący w stylu wolnym. Olimpijczyk z Melbourne 1956, gdzie zajął szesnaste miejsce w kategorii do 67 kg.
Czwarty na igrzyskach azjatyckich w 1954 i szósty w 1958 roku.

## Letnie Igrzyska Olimpijskie 1956
| Konkurencja      | Rundy eliminacyjne  | Rundy eliminacyjne  | Klas. końcowa |
| Konkurencja      | Przeciwnik I        | Przeciwnik II       | Miejsce       |
| ---------------- | ------------------- | ------------------- | ------------- |
| 67 kg styl wolny | Mario Tovar (MEX) P | Jack Taylor (GBR) P | 16.           |